# Inuit Nunangat
Inuit Nunangat ( /ˈɪnjuɪtˈnunæŋæt/; Silabario Inuktitut: ᐃᓄᐃᑦ ᓄᓇᖓᑦ /inuit nunaŋat/; lit. «tierras, aguas y hielos del pueblo [inuit]») es la patria de los inuit en Canadá. Esta patria ártica consta de cuatro regiones del norte de Canadá llamadas Región de Asentamiento Inuvialuit (Inuvialuit Nunangat, hogar de los Inuvialuit y la parte norte de los Territorios del Noroeste), el territorio Nunavut (ᓄᓇᕗᑦ), Nunavik ( ᓄᓇᕕᒃ) en el norte de Quebec, y Nunatsiavut de Terranova y Labrador.

## Etimología
Originalmente usando el término groenlandés «Nunaat» que excluye las aguas y los hielos, los inuit de Canadá cambiaron formalmente al inuktitut «Nunangat» en 2009 para reflejar la naturaleza integral que «tierras, aguas y hielos» tienen para la cultura inuit.

## Historia

### Asentamiento inuit
Aparte de los métis, los inuit son los indígenas llegados más recientemente al continente.
Los antepasados inuit, conocidos como los Thule, se asentaron en el Ártico sustituyendo a la anterior cultura dominante de Dorset (Tuniit). El último vestigio de los tuniit fueron los sadlermiut, que desaparecieron a principios del siglo XX.
Los inuit sustituyeron a la cultura local de Dorset en el transcurso de unos 200 años durante el primer milenio de la era cristiana.
El desplazamiento de los tuniit ᑐᓃᑦ, o pueblo de Dorset, y la llegada de los inuit (cuyos antepasados suelen llamarse thule) se produjo entre los años 1100 y 1300 de nuestra era. Procedentes de Siberia, donde se separaron de los aleutianos y otros pueblos emparentados hace unos 4000 años, los inuit llegaron a Inughuit Nunaat, en el oeste de Groenlandia, hacia el año 1300, trayendo consigo perros de transporte y nuevas tecnologías.
Las relaciones comerciales fueron y siguen siendo sólidas con los países y naciones limítrofes, como con los gwich'in y los chipewyan (dënesųłı̨né) de Denendeh y los innu de Nitassinan ᓂᑕᔅᓯᓇᓐ, aunque surgieron conflictos ocasionales. El comercio y las relaciones con los europeos comenzaron con un escaso contacto entre los nórdicos y los inuit y el comercio vasco con los nunatukavummuit del sur de NunatuKavut y los nunatsiavummuit. La expedición de Martin Frobisher en 1576 para encontrar el Paso del Noroeste desembarcó en la isla de Baffin y sus alrededores, en la actual región de Qikiqtaaluk ᕿᑭᖅᑖᓗᒃ, donde tres inuit, un hombre llamado Calichough (Kalicho), una mujer, Egnock (Arnaq), y su hijo, Nutioc (Nuttaaq), fueron secuestrados y llevados al continente europeo, donde todos murieron.

### Colonización canadiense

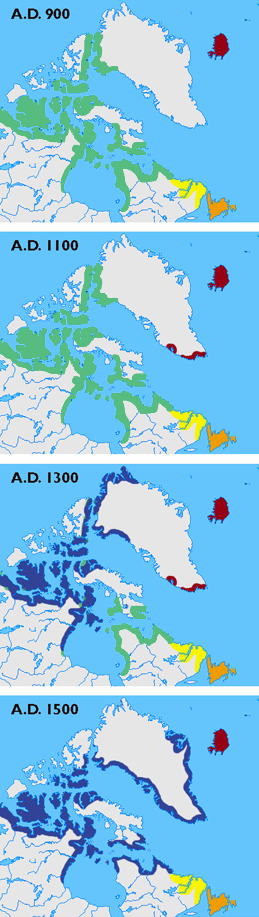
Culturas árticas del 900 al 1500: En verde los Dorset, Azul los Thule, marrón los Norse, amarillo los Innu y naranja los Beothuk.

La colonización canadiense se extendió al inuit Nunangat a través de las tierras reclamadas como Tierra de Rupert, Territorio del Noroeste y Quebec, incluyendo posteriormente Terranova y Labrador. La rápida propagación de enfermedades, la riqueza material, las iglesias cristianas y la policía canadiense (RCMP) provocaron un rápido declive y colapso del Inuit Nunangat, del que aún se está recuperando.
Dado que los colonizadores europeos tenían pocas ganas de colonizar gran parte de los territorios de Inuit Nunangat, la violencia sufrida por las Primeras Naciones del sur fue comparativamente mínima en el norte. Sin embargo, las políticas de asimilación, incluida la matanza a gran escala de perros de la comunidad entre 1950 y 1970, la reubicación en el Alto Ártico, así como la participación forzosa en el sistema de internados para indios canadienses, han dejado en la sociedad inuit la pérdida de la lengua y traumas intergeneracionales.

### Era moderna
En la actualidad, el Inuit Nunangat está supervisado por el Inuit Tapiriit Kanatami (ᐃᓄᐃᑦ ᑕᐱᕇᑦ ᑲᓇᑕᒥ, que significa «los inuit están unidos a Canadá» o «los inuit están unidos en Canadá»), que actúa como centro cultural y gobierno casi central para los asuntos inuit dentro de Canadá.
Aunque la confederación de Nunavut en Canadá en 1999 mediante el Acta Nunavut y el Acuerdo de Reivindicación de Tierras de Nunavut es lo más visible, cada una de las regiones de Inuit Nunangat, así como NunatuKavut, tienen reivindicaciones territoriales con Canadá. Nunangit quedó bajo la jurisdicción de la Corporación Regional Inuvialuit dos años después del Acuerdo Final Inuvialuit de 1984, y a Nunatsiavut se le concedió un gobierno autónomo en 2005, tras la propuesta de la Asociación Inuit de Labrador de 2002 de un gobierno separado. A partir de una reclamación de tierras en 1977, en 1988 se iniciaron las negociaciones entre la Asociación Inuit de Labrador, los gobiernos de Terranova y Labrador y el de Canadá. En el norte de Quebec, se creó la Corporación Makivik tras la firma del Acuerdo de James Bay y el Norte de Quebec en 1978, tomando el relevo de la anterior «Asociación Inuit del Norte de Quebec» nunavimmiut (ᑯᐸᐃᒃ ᑕᕐᕋᖓᓂ ᐃᓄᐃᑦ ᑲᑐᔾᔨᖃᑎᒌᖏᑦ Kupaik Tarrangani Inuit Katujjiqatigiingit).
Por último, NunatuKavut, cuyo tratado con los británicos se remonta a 1765 y sigue en vigor, no forma parte oficialmente de Inuit Nunangat, y el Consejo Comunitario de NunatuKavut (NCC) supervisa el gobierno de esta región.
El Comité de Asociación Inuit-Corona (CIPC) se creó en 2017 y se reunió por última vez el 21 de abril de 2022. En esta reunión, el gobierno federal canadiense, en colaboración con el Inuit Nunangat, aprobó por unanimidad la política federal denominada Política Inuit Nunangat (INP). En un discurso en directo poco después de esta reunión, el primer ministro canadiense, Justin Trudeau, dijo que la política «reconoce la patria inuit como una región geográfica, cultural y política distinta», que incluye la «tierra, el mar y el hielo».

## Demografía

Región de asentamiento de Inuvialuit (Inuvialuit Nunangat)

Nunavut

Nunavik

Nunatsiavut

En el censo canadiense de 2016, la población de Inuit Nunangat era de 56 585 habitantes. La población indígena es de 49 020 habitantes, es decir, el 86.63% de la población total, de los cuales 47 335 (83.65%) eran inuit.
| Región                             | Total  | Inuit  | Primeras Naciones | Métis | Otros Indígenas | No-Indígenas |
| ---------------------------------- | ------ | ------ | ----------------- | ----- | --------------- | ------------ |
| Región de asentamientos Inuvialuit | 5330   | 3110   | 860               | 130   | 25              | 1205         |
| Nunavut                            | 35 575 | 30 135 | 190               | 165   | 60              | 5025         |
| Nunavik                            | 13 125 | 11 800 | 135               | 30    | 30              | 1130         |
| Nunatsiavut                        | 2555   | 2290   | 25                | 35    | 0               | 205          |
| Totales                            | 56 585 | 47 335 | 1210              | 360   | 115             | 7565         |

De los inuit que viven en Inuit Nunangat, el 6.57% vive en la Región de Asentamiento de Inuvialuit, el 63.66% en Nunavut, el 24.93% en Nunavik y el 4.84% en Nunatsiavut. En total hay 65.025 inuit en Canadá, de los cuales 47 335 (72.80%) viven en Inuit Nunangat y 17.695 (27.21%) en otras partes de Canadá.